# Niels Juel (överste)
Bo Niels Jacob Juel, född 5 september 1896 i Stockholm, död där 10 augusti 1995, var en svensk överste inom luftvärnet.

## Biografi
Juel blev fänrik vid Smålands artilleriregemente (A 6) i Jönköping 1919, kapten 1933, major inom luftvärnsartilleriet 1940, överstelöjtnant 1943 och överste 1947. Åren 1937–1938 var han chef för Luftvärnets officersaspirantskola. Åren 1942–1948 var han chef för Luleå luftvärnskår (Lv 7) och åren 1948–1956 Göteborgs luftvärnskår (Lv 6).
Han var generalstabsaspirant 1930–1933, kadettofficer vid Krigsskolan 1933–1934, bedrev språkstudier och gjorde tjänstgöring i Finland 1933–1934 och 1936, i Frankrike 1948, tjänstgöring vid Generalstaben och Försvarsstaben 1933–1936 och 1939–1940 samt luftvärnsofficer som milo 1940–1941. Juel hade också uppdrag som nämndeman i Göteborgs rådhusrätt 1959–1966.
Niels Juel var son till konteramiralen Bernhard Juel och Rosalie, ogift Björkman. Han var gift två gånger, första gången 1925–1934 med sångaren Karin Juel (1900–1976) och fick en dotter, skådespelaren Inger Juel 1926. Andra gången gifte han sig 1936 med Anna-Marie Holm (1909–1974), dotter till direktör Hans Holm och Augusta, ogift Mathiesen, och fick barnen Peder 1937, Vibeke 1938, Barbara 1939 och Palle 1945.

## Utmärkelser
- Riddare av Svärdsorden, 1939.[5]
- Kommendör av andra klass av Svärdsorden, 10 november 1951.[6]
- Kommendör av första klass av Svärdsorden, 18 november 1954.[7]